# 月即别

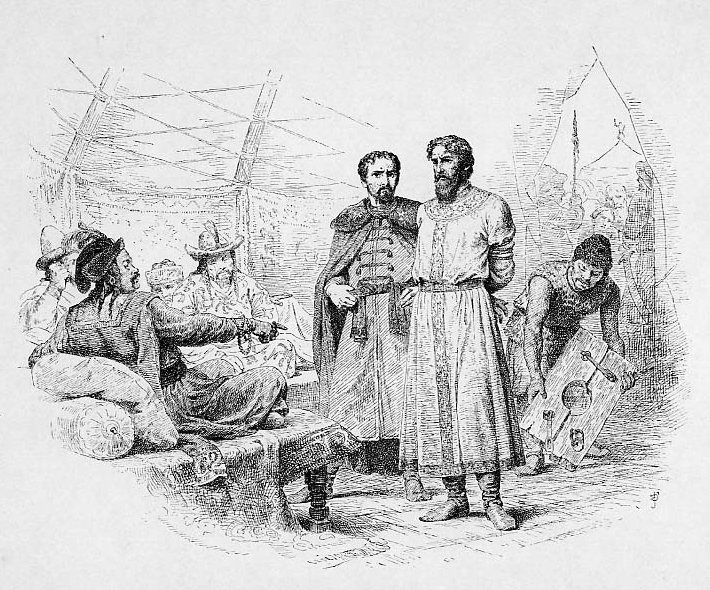
俄羅斯戰地畫家瓦西里·韦列夏金《特維爾的米哈伊尔·雅罗斯拉维奇站在烏茲別克汗前》

月即別，全名穆罕默德·月即别（Mohammed Öz-Beg Khan，1282年—1341年），又译烏茲別克汗(ازبك خان|Uzbek)，是欽察汗國第九代汗，也是在位时间最长的欽察汗国君主（1312年至1341年在位）。他是忙哥帖木儿之孙，宗王脫黑魯察之子，也是脫脫的侄子（他与他母亲曾经被脱脱流放至花剌子模与切尔卡斯亚）。

## 金帐汗国伊斯兰化
相传他因一位亚萨维派苏菲阿布杜哈米德（艾哈邁德·亞薩維創立的突厥蘇非派）而入教，並徹底排除薩滿與喇嘛，並以沙里亞法取代大札札制。建立新的首都新薩萊（Saray al-Jedid），將傳統蒙古營帳轉化為伊斯蘭城市，建設清真寺、浴場、集市，塑造穆斯林帝國新面貌Ibn Battuta 稱其為「諸城之冠」，使得汗國從遊牧轉向城市發展，欽察汗國完成伊斯蘭化變為蘇丹國。
開始完善宗教設施（如Öz-Beg Mosque）、稅收結構、總督制度（Darughachi），具名文官（如Vizier Qutluq Timur）出現，形成穆夫提、卡迪、可汗的統治結構。
他實施伊斯蘭化有兩個原因，一是爭取汗位（他推廣伊斯蘭教曾經被蒙古保守派反對），二是他的功臣花剌子模維齊爾忽都魯帖木兒的堅決支持（他也同时罢黜了喇嘛与萨满）。但他对基督教徒很寬容，但前提条件是要向他交吉兹亚才能受到宽容的待遇。古米廖夫说这时汗国已经转变成为了一个苏丹国。而汗国这时的首都，在察里津。

## 生平
1312年，脫脫死后，他参加诸王会议，在忽都魯帖木兒支持下，诛杀不利于他的诸王和脫脫宗室成員，继承汗位。特維爾、立陶宛趁內亂開始，圖謀擺脫蒙古控制。
1313年，元仁宗封他为钦察汗，正式立伊斯蘭為國教，打擊非穆斯林（尤其是薩滿與異教貴族），使政權具宗教正當性。把「兀魯思」（Ulus）制改編為世俗省份，設立「諾顏」（Noyon）為總督，融合突厥與蒙古制度。
1316年拒絕支持察合台汗也先不花的叛亂，並擔心元朝大汗干預金帳汗位。他允許熱那亞、威尼斯人在克里米亞定居、貿易、建設殖民地（如Tanais、Caffa），形成東地中海到黑海的跨文化貿易節點。
1318年，攻打伊儿汗国，并没有成功。為表示親近，他把一個公主嫁給埃及的納綏爾蘇丹（1325年）。這時期另一件大事是在月即別汗在位時期立陶宛與金帳汗國爭奪成為俄羅斯的保護者。莫斯科伊凡一世借機與金帳汗國合作以便發展（這時期特維爾大公反金帳汗國）。
他曾經娶拜占廷公主，她後來也是穆斯林（但她後來回拜占廷）。
1322年，基督教和穆斯林衝突後，雖報復性洗劫城市，仍允許其他城市恢復貿易，甚至與教宗書信往來、修復天主教堂。
1324年，与蒙元恢復進貢关系，獲授予統治合法性（de jure rule）。
1330年，主張收取術赤系在蒙古與中國的財產。
1336年，请求平阳府的岁赐，元朝专设总管府掌管其事，每年按额发给。
- 歲賜是元代確立的定時定額財政分配製度，屬於封建王朝賞賜制度的核心組成部分。制度始於太宗窩闊台時期，皇帝每年向宗室諸王、公主、後妃等貴族成員賜予金銀、緞絹。

1341年去世后，其子迪尼别即位。

## 積極擴張
這時東歐的蒙古人完全突厥化（沙里亚法也取代蒙古傳統的成吉思汗法典）。正逢國勢大盛，他的軍隊宣稱烏茲別克軍（有300000人，这样大的规模在当时是全世界首屈一指），人民也改以烏茲別克人自居。
1317年，把妹妹康查卡嫁给了莫斯科大公尤里·丹尼洛维奇。
三度針對伊兒汗國阿塞拜疆地區發動戰爭（1319, 1325, 1335），伊兒汗國不賽因死後，趁勢入侵，卻因惡劣天氣與新汗伊利汗努失兒完反擊下失利，隨即伊兒汗國迅速瓦解，權臣、統將各自擁立傀儡可汗，互相攻殺。
1320–1324年，攻佔Vicina Macaria港，與拜占庭關係惡化，並和保加利亞沙皇結盟，多次掠奪色雷斯與拜占庭港口，（1324、1337）分別洗劫時間長達40日。
1324年，支援瓦拉幾亞（Wallachia）脫離匈牙利，形成獨立政權，控制了黑海到巴爾幹北緣，是蒙古人在東歐最活躍的時期。他持續和埃及马木留克、拜占廷、保加利亞统治者、元仁宗保持外交關係，以对抗伊儿汗国。

## 掌控莫斯科
煽動莫斯科公國內戰，並透過yarlik（汗詔 ᠶᠠᠷᠯᠢᠺ）制度分封大公位，使弗拉基米爾大公職再次被汗國控制。
1317年，米哈伊爾戰勝尤里·丹尼洛維奇，俘虜康查卡。不久後她死於特維爾囚中，尤里·丹尼洛維奇指控米哈伊爾毒殺王妹。
1318年，將特維爾大公米哈伊爾（Mikhail of Tver）召至薩萊處決，這是蒙古政權對俄羅斯王侯進行的第一次高層政治清算，間接促成莫斯科地位上升。
1325年，德米特里·米哈伊洛維奇為特維爾大公米哈伊爾（Mikhail of Tver）報仇，趁入朝之際當場刺殺尤里。
1326年，月即别再觀察局勢後，認為特維爾大公實力更有危脅性，隨即將德米特里召至薩萊處決。
1327年，特维尔市民杀害负责收集税收的蒙古官员，甚至杀了欽察汗月即别的一位堂兄弟，月即别派5萬軍隊鎮壓特維爾，亞歷山大·米哈伊洛維奇兵敗逃亡立陶宛，弗拉基米爾大公位由莫斯科的伊凡與蘇茲達爾的亞歷山大共掌。
1331年，蘇茲達爾公去世，月即别任命伊凡一世為唯一大公，莫斯科獨享yarlik（汗詔 ᠶᠠᠷᠯᠢᠺ），從此弗拉基米爾與莫斯科合一成為唯一大公領。
1335年，亞歷山大·米哈伊洛維奇回歸特維爾，暫時被赦免，1337年重新被授予大公位。
1339年，伊凡一世指控亞歷山大·米哈伊洛維奇叛變，可汗再次將亞歷山大與其子費奧多爾召來薩萊並處決。特維爾王室四代，在20年間皆以「法理審訊」為名清除，象徵金帳汗國宗主資格的回歸。

## 烏茲別克
烏孜別克族（Uzbek）這個族名，據信來源於月即別（Öz-Beg / Özbek / Uzbeg），詞在形上可能早已有突厥語語義根基（如 O'z + Beg），但作為族名的具體使用，是在月即別汗時期透過宗教統治與政治身份建構而定型的，中亞的某些突厥化蒙古人部落，為了彰顯其正統性或繼承關係，自稱為烏茲別克人（即「月即別之人」），形塑出一種族名認同，既有政治來源（Öz-Beg Khan），也具語義吸引力（「自我領袖」、「獨立之主」），金帳汗國當時亦稱月即別兀魯思。
- islomga kirgan mahalliy xalq... ‘O'zbeklar’ deb atalishga erishdi.（信奉伊斯蘭的本地民族，被稱為『烏茲別克人』。）

| 前任： 脱脱 | 金帐汗国君主 1312年－1341年 | 繼任： 迪尼别 |

## 延伸阅读
[在维基数据编辑]
 《新元史/卷106》，出自柯劭忞《新元史》
 在维基共享资源阅览影像

## 資料出處
- 勒內·格魯塞《草原帝國》[页码请求]